# Schlossberg (Tännesberg)

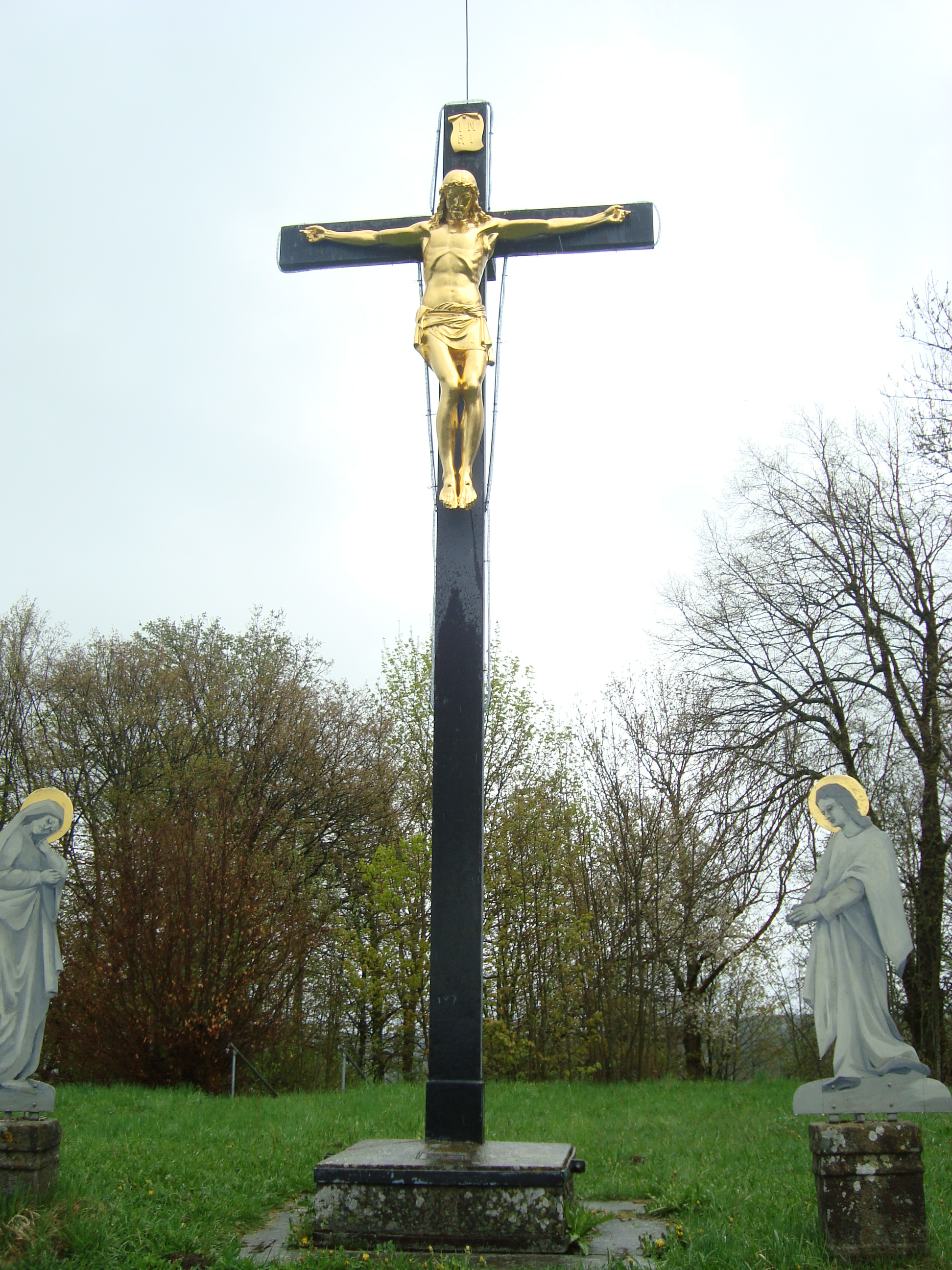
Gipfel des Schloßberges

Der Schlossberg ist mit 692 m ü. NN der höchste Punkt des Ortes Tännesberg, der zum oberpfälzischen Landkreis Neustadt an der Waldnaab gehört. Das gesamte Gemeindegebiet liegt im Naturpark Nördlicher Oberpfälzer Wald. Vom fast baumfreien Gipfel des Schlossberges aus hat der Besucher einen Rundblick über das Hügelland der mittleren Oberpfalz.

## Burganlage
Auf dem Schlossberg stand im Mittelalter die Burg Tännesberg. Von dieser strategisch günstigen Stelle aus hatte man Blickkontakt zu Burg Leuchtenberg, Burg Wildstein und Burg Gleiritsch. Die Höhenburg war im 12. Jahrhundert im Besitz der  Paulsdorfer. „Es wurde in ein unteres und oberes Haus (Haus = Burg) unterschieden, … “. Zwischen 1394 und 1397 wurde sie an die Pfalzgrafen Ruprecht I. und Ruprecht II. verkauft. Im Dreißigjährigen Krieg kam es zur Einnahme und Zerstörung der Burg. Von der ehemaligen Burganlage auf dem Schlossberg sind noch Fundamentreste erhalten.

## Kalvarienberg
Um 1817 kam es zur Abtragung der Ruine. Der Schlossberg wurde zu einem Kalvarienberg umgestaltet. 14 Kreuzwegstationen wurden errichtet und die Gruft und die Grotte „Christus in Ketten“ erbaut. Der in Tännesberg geborene Carl Burger renovierte in den Jahren 1925 bis 1929 den Kreuzweg. 2001 erneuerte der Oberpfälzer Waldverein mit Unterstützung durch den Naturpark Nördlicher Oberpfälzer Wald die Kreuzwegstationen erneut.

## Auferstehungskapelle
Nachdem 1932 die Grundmauern der ehemaligen Burganlage freigelegt worden waren, erbaute 1934 der Heimatschutzverein die Auferstehungskapelle. 1996 wurde das Gebäude durch den Oberpfälzer Waldverein in seiner heutigen Form neu aufgebaut.

## Beweidung
Um 1980 holzte man die Südseite des Schlossberges ab. Die Landschaftspflege des steilen und steinigen Geländes erfolgt seit dieser Zeit durch Schafe.

## Bildergalerie

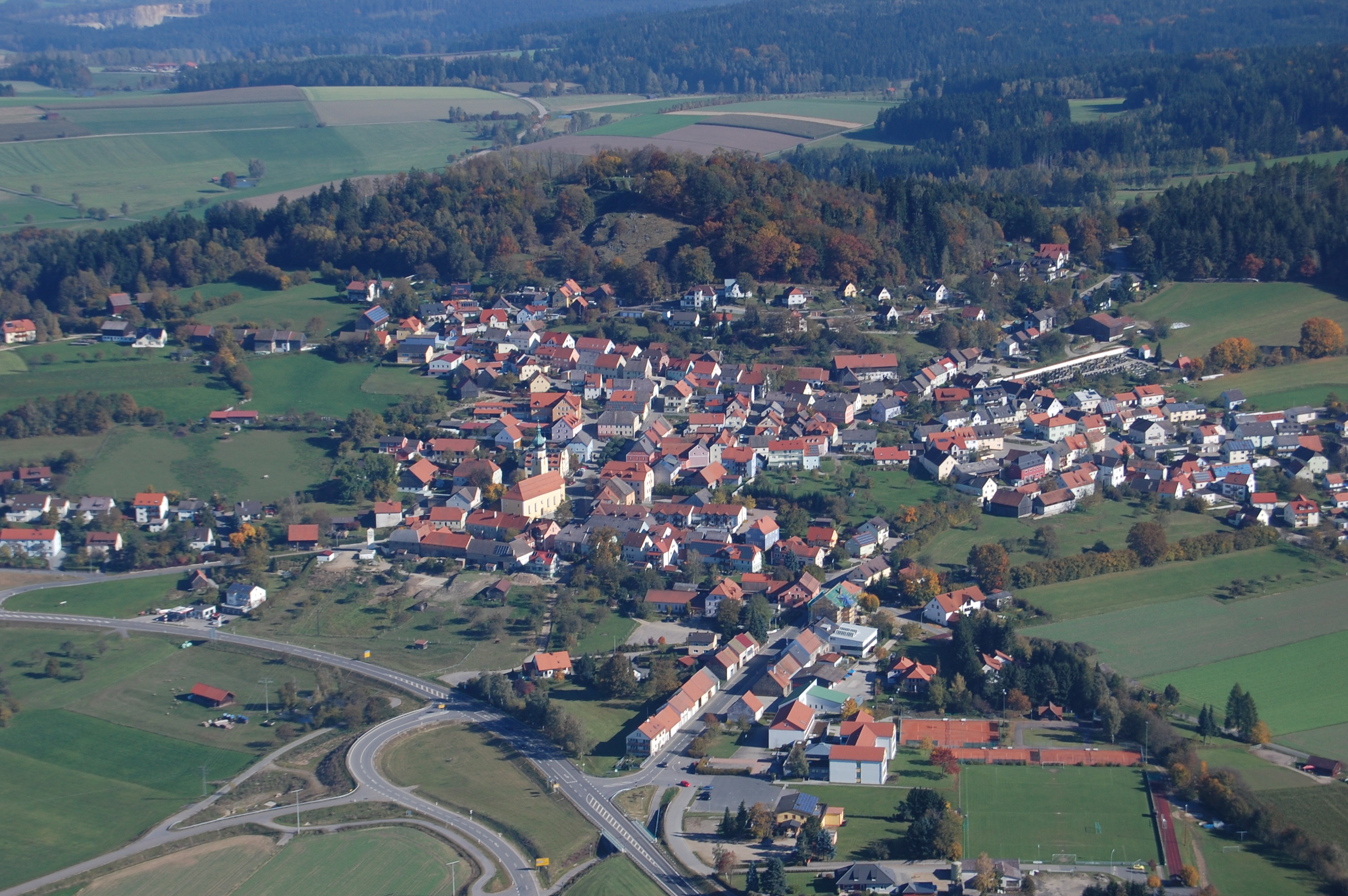
Tännesberg mit Schlossberg
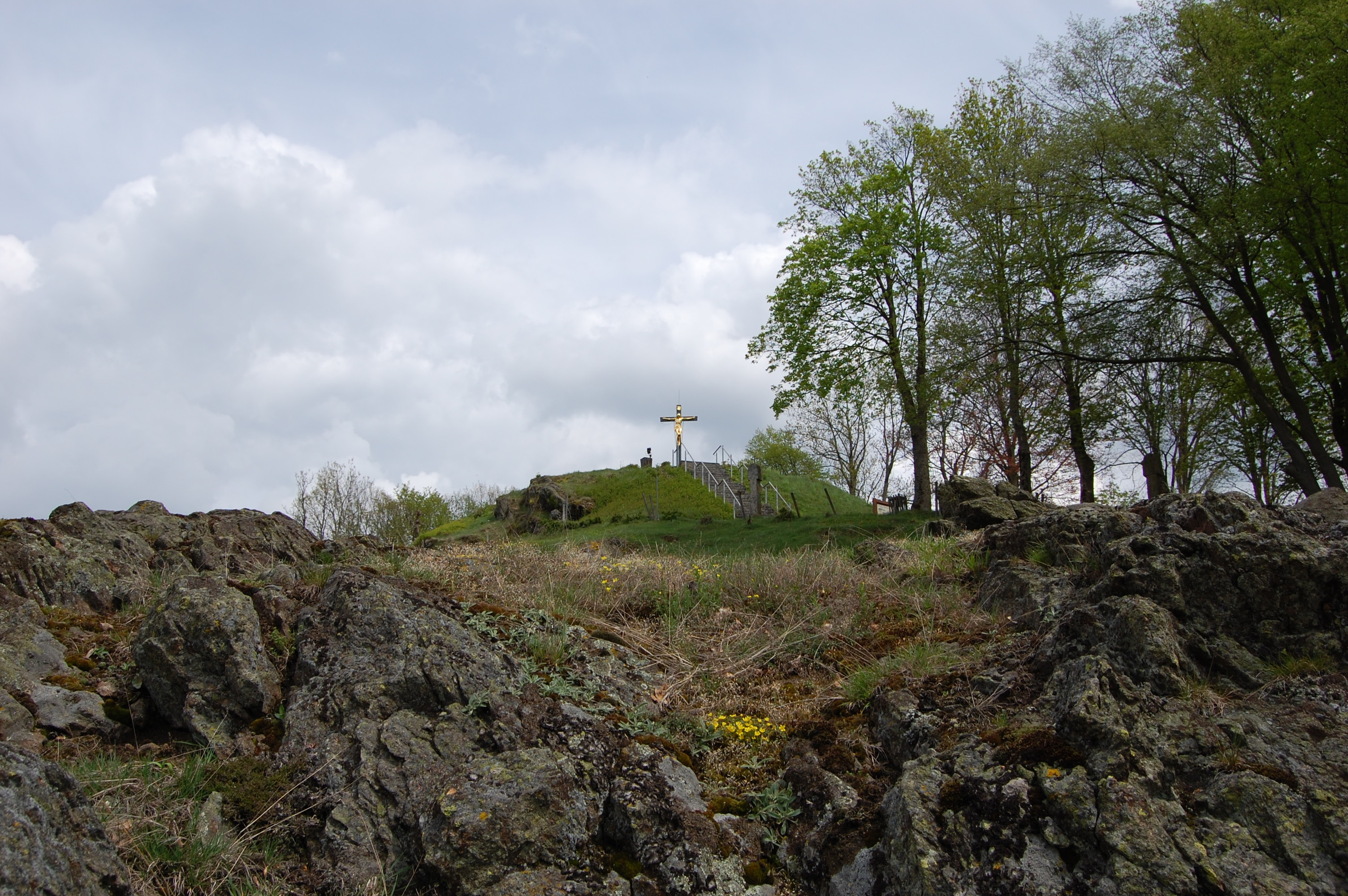
Schlossberg
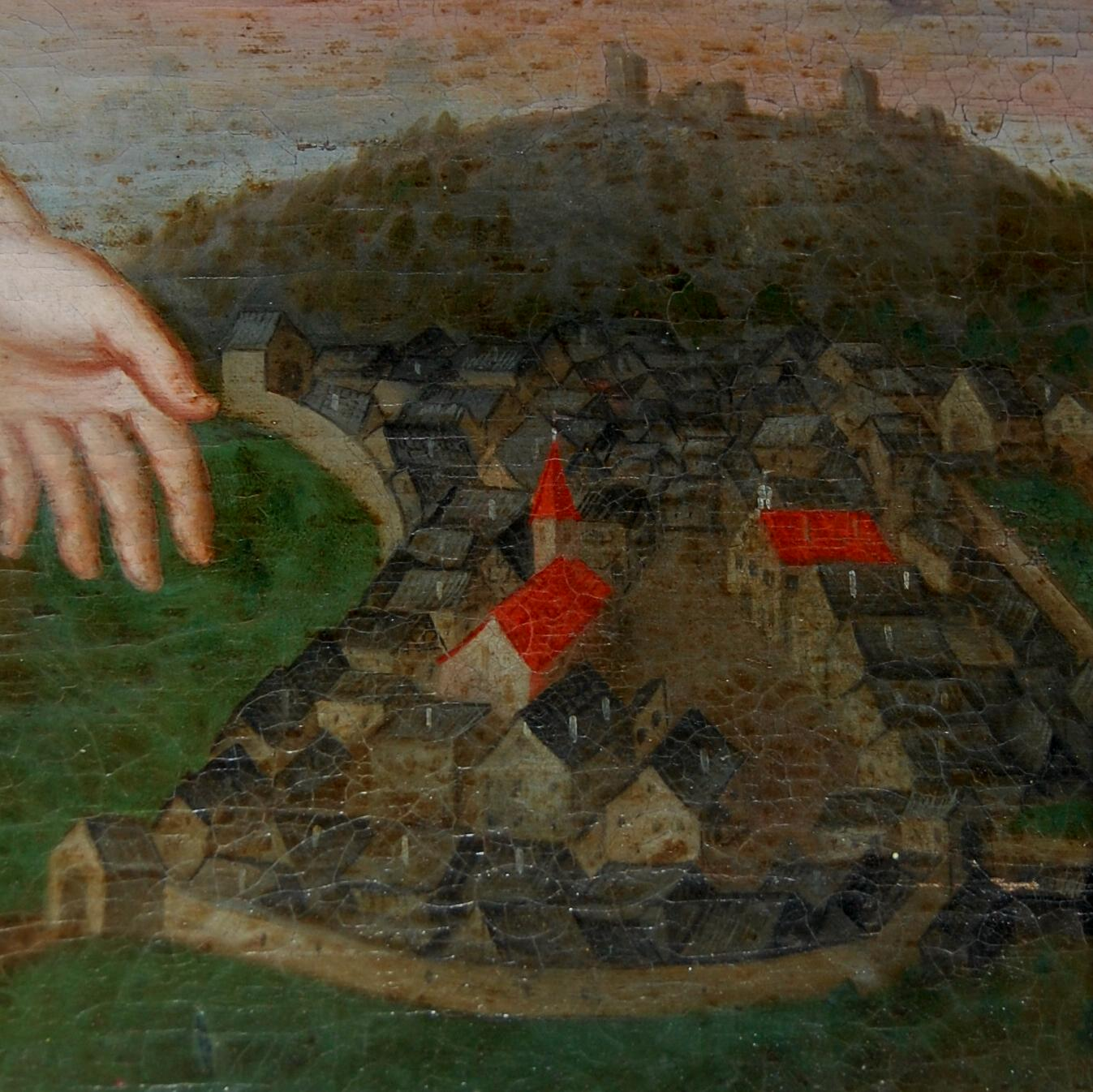
Tännesberg (1680)
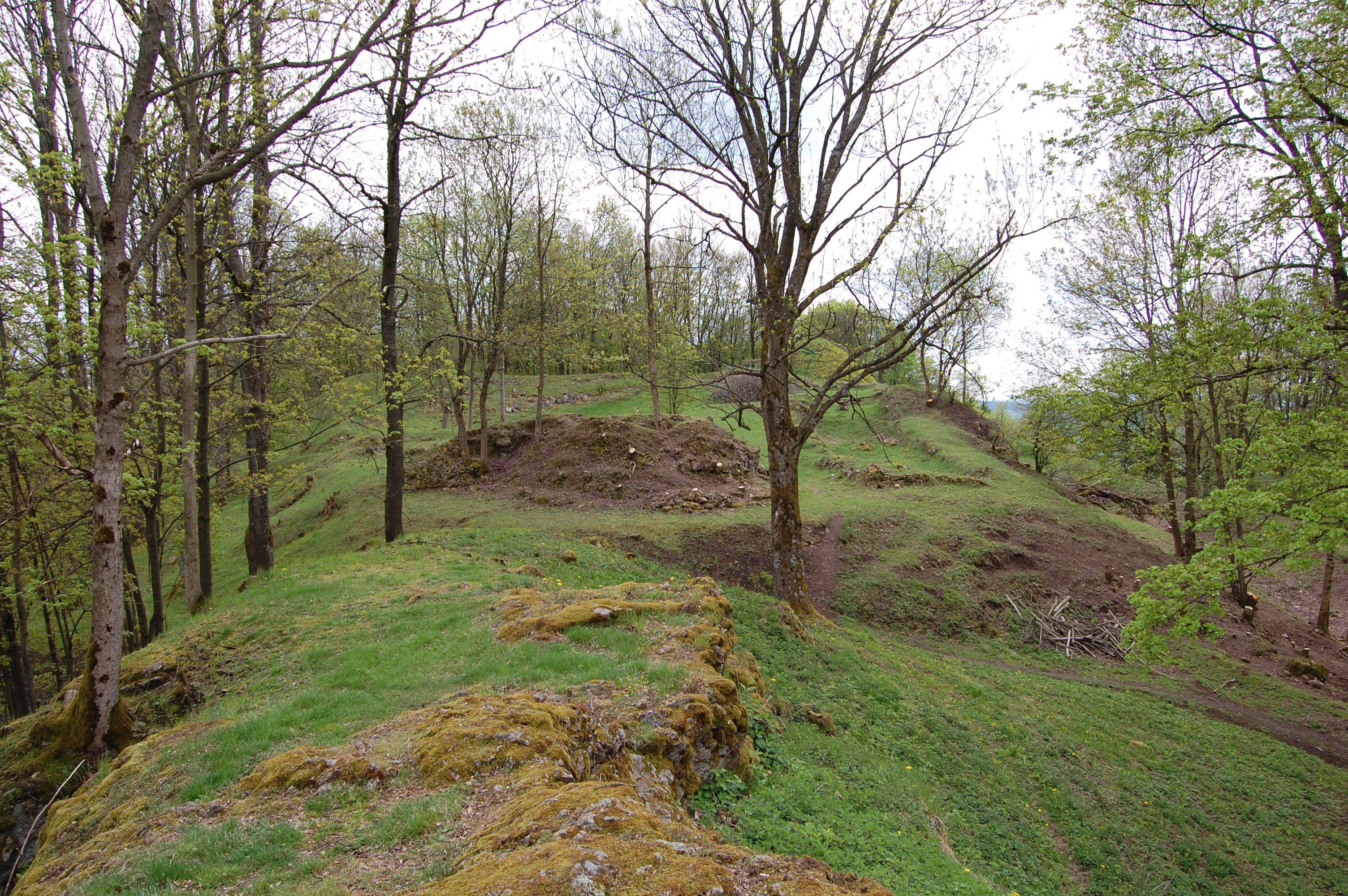
Burgstall Tännesberg